# Ophioparmaceae
Ophioparmaceae R.W. Rogers & Hafellner – rodzina grzybów z klasy miseczniaków (Lecanoromycetes).

## Systematyka
Pozycja w klasyfikacji według Index Fungorum: Ophioparmaceae, Umbilicariales, Umbilicariomycetidae, Lecanoromycetes, Pezizomycotina, Ascomycota, Fungi.
Takson ten utworzyli Roderick Westgarth Rogers & Josef Hafellner w 1988 r.
Według aktualizowanej klasyfikacji Index Fungorum bazującej na Dictionary of the Fungi do rodziny tej należą rodzaje:
- Boreoplaca Timdal 1994
- Hypocenomyce M. Choisy 1951 – paznokietnik
- Ophioparma Norman 1852 – szkarłatek
- Rhizoplacopsis J.C. Wei & Q.M. Zhou 2006[2].

Nazwy polskie według W. Fałtynowicza.